# Koziniec (Ząbkowice Śląskie)

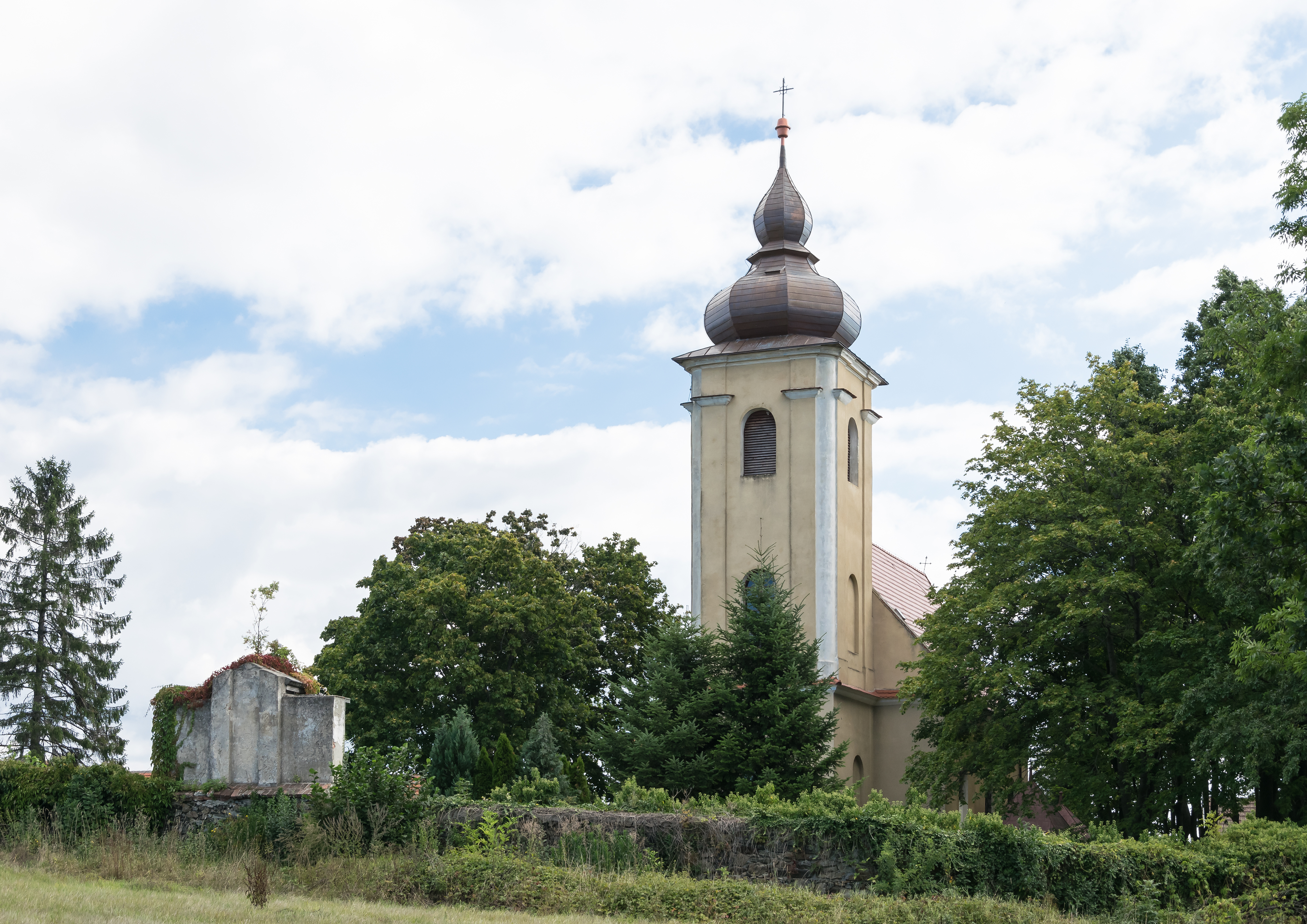
St. Jakobus in Koziniec

Koziniec (deutsch Löwenstein) ist ein Ort in der Stadt- und Landgemeinde Ząbkowice Śląskie im Powiat Ząbkowicki der Woiwodschaft Niederschlesien in Polen.

## Geographie
Koziniec liegt acht Kilometer nordwestlich von Ząbkowice Śląskie (Frankenstein) im Vorland des Eulengebirges. 
Nachbarorte sind Kluczowa (Kleutsch) im Norden, Brodziszów (Dittmannsdorf) im Nordosten, Zwrócona (Protzan) im Osten, Olbrachcice Wielkie (Groß Olbersdorf) im Südosten, Stoszowice (Peterwitz) im Süden, Lutomierz (Quickendorf) im Südwesten und Różana (Rosenbach) sowie Owiesno (Habendorf) im Nordwesten.

## Geschichte
Löwenstein wurde vor 1250 als Stadt gegründet und entstand im Rahmen der planmäßigen Aufsiedlung des Vorgebirgslandes. Erstmals erwähnt wurde es um 1270 im Heinrichauer Gründungsbuch. 1282 besaß der Löwensteiner Vogt einen Teil der Hufen im nordwestlich liegenden Dorf Schönheide, das wahrscheinlich ein Stadtdorf von Löwenstein war. 
Nach der herzoglichen Gründung der Stadt Frankenstein 1286, die u. a. durch Auflösung der beiden kleineren Städte Löwenstein und Frankenberg entstand, ging Löwenstein mit seinen städtischen Privilegien, den meisten Bürgern und der Hälfte seines Ortsnamens auf das größere Frankenstein über, und Löwenstein sank zu einem Dorf herab.
Seit 1331 gehörte das Dorf Löwenstein zum neu gegründeten Herzogtum Münsterberg und gelangte mit diesem 1336 unter böhmische Lehenshoheit, die Bolko II. von Münsterberg im selben Jahr im Vertrag von Straubing anerkannte. 
Nach dem Ersten Schlesischen Krieg fiel Löwenstein 1742 an Preußen. Nach der Neugliederung Preußens gehörte es seit 1815 zur Provinz Schlesien und war ab 1818 dem Landkreis Frankenstein in Schlesien eingegliedert, mit dem es bis 1945 verbunden blieb. Seit 1874 bildeten die Landgemeinden Peterwitz und Löwenstein den Amtsbezirk Peterwitz. 1939 bestand es aus 233 Einwohnern.
Nach Ende des Zweiten Weltkriegs wurde Löwenstein im Sommer 1945 von der sowjetischen Besatzungsmacht unter polnische Verwaltung gestellt. Als Folge des Zweiten Weltkriegs fiel es mit dem größten Teil Schlesiens an Polen. Nachfolgend wurde es in Koziniec umbenannt. Die deutschen Einwohner wurden, soweit sie nicht schon vorher geflohen waren, vertrieben. Die neu angesiedelten Bewohner waren teilweise Zwangsumgesiedelte aus Ostpolen, das an die Sowjetunion gefallen war
Von 1975 bis 1998 gehörte Koziniec zur Woiwodschaft Wałbrzych (Waldenburg).

## Sehenswürdigkeiten
- Filialkirche des hl. Apostels Jakobus
- Ruine Schloss Löwenstein